# Býšovec
Býšovec (in tedesco Bischowetz) è un comune ceco situato nel distretto di Žďár nad Sázavou, nella regione di Vysočina.